# El Enamorado (tarot)

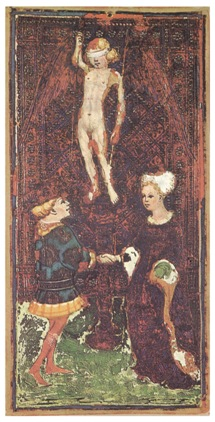
El Enamorado, en la baraja de tarot Visconti-Sforza.

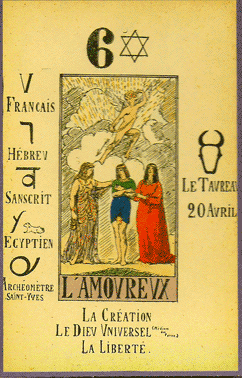
El Enamorado, en el tarot de Papus.

El Enamorado (también, Los Enamorados, Los Amantes o incluso Los Gemelos) es una carta del tarot. Es el arcano número 6, generalmente asociado con la necesidad de elección, de los impulsos sexuales y románticos. Es el niño que deja de ser niño y madura, impulsado por la curiosidad o el deber -como el mito del Jardín del Edén o la salida de La Comarca tolkiniana.

## Descripción del arcano
En el tarot de Marsella generalmente es representado como un hombre hablando con dos mujeres, una joven rubia y una de aspecto más maduro de pelo negro. Las dos mujeres visten parecido (azul y rojo). Hay un Cupido en una estrella que está a punto de lanzar una flecha a uno de ellos. Esto suele asociarse con la disyuntiva o dilema de escoger entre, por ejemplo, el deseo físico (la joven) y la atracción romántica e intelectual (la mujer madura). o entre el Vicio o la Virtud. El rostro del joven mira hacia una de ellas y su cuerpo a la otra.
En el tarot Rider, la carta se representa por una pareja que asemeja a Eva y Adán, con ella frente a un árbol frutal y en él la serpiente del Edén, junto a él hay un zarza con hojas en forma de llama. Entre los dos, se encuentra una montaña y en la parte superior hay un sol. Saliendo de una nube sale un ángel, al parecer haciendo sobre ellos una especie de bendición.

## Simbología
El Enamorado generalmente representa la elección de un camino en lugar de otro, la encrucijada que requiere una decisión radical ya que cualquier rumbo tomado implicará dejar otra oportunidad atrás, como sería escoger a una pareja sobre otra, o al matrimonio sobre la soltería, etc. También representa al Amor en su sentido tradicional. Invertido suele asociarse con una mala decisión o con la indecisión destructiva -por ejemplo, un triángulo amoroso-.

### Elementos de la carta en el Tarot de Marsella[1]
- Tres humanos: Las 3 personas de la carta tienen una clara unión, y se dice que representan 3 instancias del ser humano (intelecto, emoción y centro sexual).
- Tierra labrada: La tierra trabajada simboliza el trabajo (espiritual y psicológico) que se debe realizar para llegar a lo que representa el arcano VI.
- Cofia de 4 flores: La mujer del extremo derecho lleva una cofia de 4 flores, lo cual simbolizaría una consciencia poética y al mismo tiempo sólida y sabia.
- Corona de laureles: Simboliza una mentalidad triunfadora y dominante.
- Pequeño cupido y gran sol blanco: Representación de la divinidad como fuente de amor sin condiciones.

## Numerología
El Seis es usualmente considerado el número cabalístico del plano físico, pues a Dios le tomó seis días crear el mundo. El número 666 por ejemplo, en la Cábala, no significa nada negativo sino al contrario, el Hombre Perfecto.

## Astrología
Está asociada con el signo zodiacal Géminis (los gemelos).

## Cultura popular y asociaciones simbólicas
En el Tarot Mítico se le presenta con Paris sosteniendo la manzana y escogiendo a Afrodita sobre Hera, lo que a su vez le permitió ganarse el amor de Helena de Troya, catapultando así La Iliada. 
En el Tarot Vikingo aparecen los hermanos-amantes Vili y Ve.
| Precedido por: V. El Papa | Arcanos mayores del Tarot | Sucedido por: VII. El Carro |

1. ↑  «Significado del Arcano VI Los Enamorados del Tarot de Marsella | AstropediaBlog». Consultado el 10 de abril de 2021.

- Datos: Q662509
- Multimedia: Lovers (Major Arcana) / Q662509